# Gesine Walther
Pour les articles homonymes, voir Walther.
Gesine Walther (née le 6 octobre 1962 à Weißenfels) est une athlète allemande spécialiste du 200 mètres. Selon ses déclarations, ses performances sont entachées par le dopage. 

## Carrière
Elle se révèle en début de saison 1982 en remportant la médaille d'or du 200 m des Championnats d'Europe en salle de Turin, épreuve disputée pour la première fois lors de cette compétition. Sélectionnée pour les Championnats d'Europe en plein air, en août à Athènes, Gesine Walther se classe cinquième du 100 m, quatrième du 200 m, et remporte le titre du relais 4 × 100 m aux côtés de ses coéquipières est-allemandes Barbel Wockel, Sabine Rieger et Marlies Göhr. Elle établit durant cette année 1982 les meilleures performances de sa carrière sur 200 m, signant 22 s 64 en salle (le 20 février à Budapest) et 22 s 24 en extérieur (le 3 juillet à Dresde).
Le 3 juin 1984, Gesine Walther figure en première position dans le relais 4 × 400 m d'Allemagne de l'Est, composé également de Sabine Busch, Dagmar Rübsam-Neubauer et Marita Koch, qui établit à Erfurt un nouveau record du monde de la discipline en 3 min 15 s 92.
Licenciée au SC Turbine d'Erfurt, Gesine Walther n'a jamais remporté de titres nationaux, terminant 2e du 100 m en 1984 et 2e du 200 m en 1980 et 1982.

## Dopage
Gesine Walther, comme la plupart des sportifs est-allemands de la même époque, a été dopée par ses entraineurs sur ordre de la Stasi. En 2010, devenue Gesine Tettenborn par mariage, elle demande à la Fédération allemande d'athlétisme de retirer son nom du record d'Allemagne du 4 × 400 m qui aurait été obtenu grâce au dopage. Son initiative est mal perçue par ses anciennes partenaires, comme Marita Koch : « Il est clair que pour certains, je suis maintenant celle qui salit le passé, mais je devais le faire, pour moi », dit-elle au magazine Der Spiegel,. 

## Palmarès
| Année | Compétition                    | Lieu    | Résultat | Épreuve   |
| ----- | ------------------------------ | ------- | -------- | --------- |
| 1982  | Championnats d'Europe en salle | Turin   | 1re      | 200 m     |
| 1982  | Championnats d'Europe          | Athènes | 5e       | 100 m     |
| 1982  | Championnats d'Europe          | Athènes | 4e       | 200 m     |
| 1982  | Championnats d'Europe          | Athènes | 1re      | 4 × 100 m |

## Records
| Épreuve | Performance     | Lieu     | Date            |
| ------- | --------------- | -------- | --------------- |
| 100 m   | 11 s 13         | Cottbus  | 21 août 1982    |
| 200 m   | 22 s 24         | Dresde   | 3 juillet 1982  |
| 200 m   | 22 s 64 (salle) | Budapest | 20 février 1982 |
| 400 m   | 50 s 03         | Iéna     | 13 mai 1984     |